# Nikolaas Heinsius el Viejo

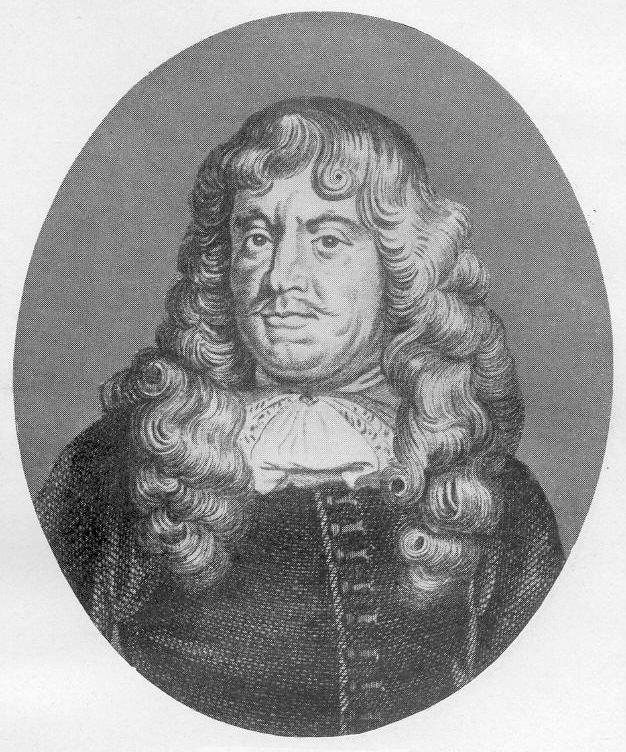
Nikolaes Heinsius el Viejo

Nikolaas Heinsius el Viejo (Nikolaes en la antigua ortografía neerlandesa; Leiden, 20 de julio de 1620 - La Haya, 7 de octubre de 1681) fue un escolástico y poeta neerlandés. Fue hijo de Daniel Heinsius —de quién también fue discípulo en la Universidad de Leiden— y padre de Nikolaas Heinsius el Joven.

## Biografía

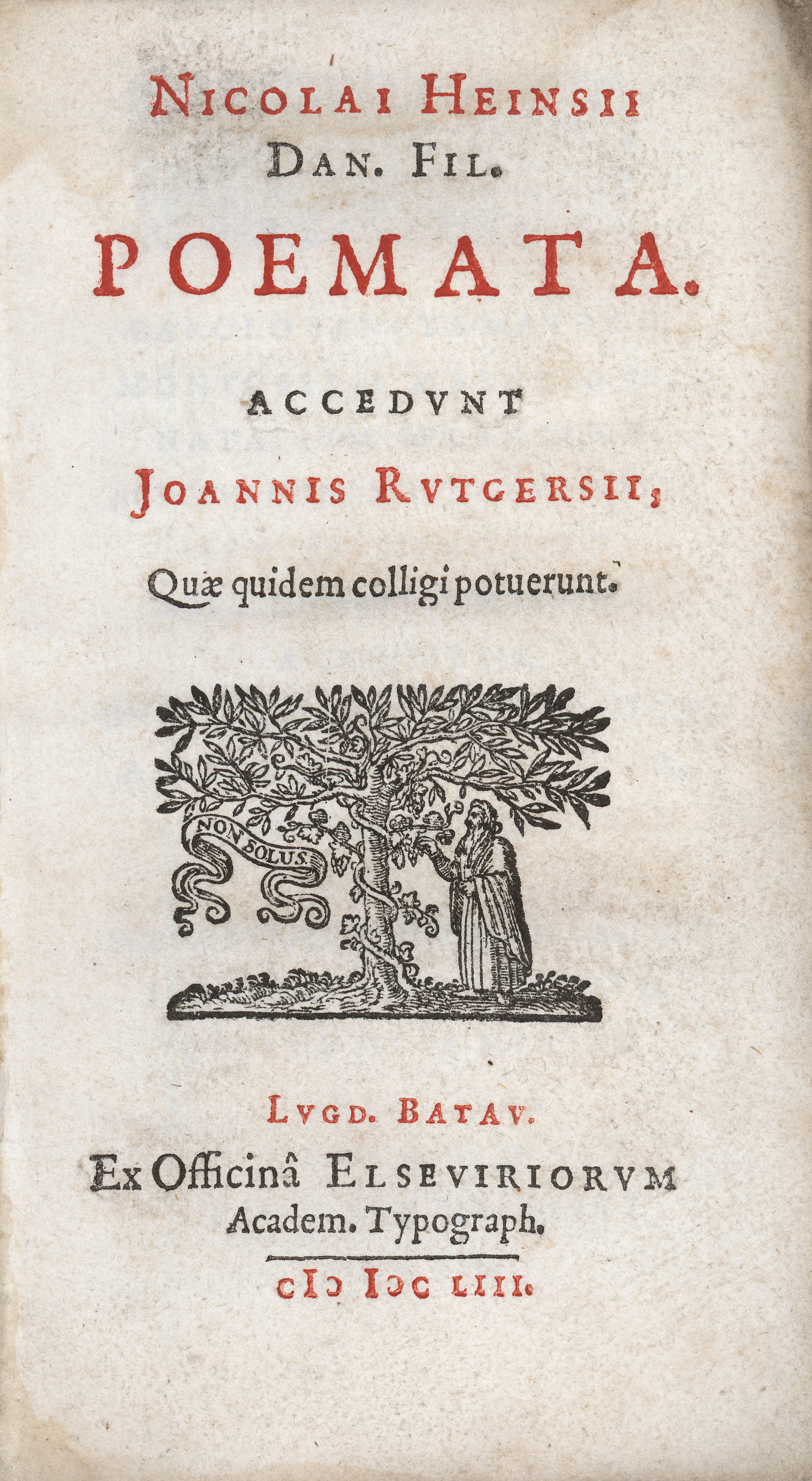
Poemas latinos (1653)

Tras el éxito de su poema Breda expugnata en 1637, en 1642, visitó Inglaterra a fin de investigar manuscritos clásicos, pero no recibió una gran acogida por parte de los escolásticos ingleses. En 1644 fue enviado a los balnearios de Spa para sanar su salud, y fue investigando códices antiguos por Lovaina, Bruselas, Malinas y Amberes antes de regresar a Leiden.
Más tarde bajó a París, Lyon, Marsella, Pisa, Florencia (donde editó una nueva versión de un texto de Ovidio) y Roma. En 1647, huyó de Nápoles durante el reinado de Masaniello; y continuó sus investigaciones en Livorno, Bolonia y Venecia.
Trabajó mucho tiempo en Milán en la Biblioteca Ambrosiana y planeaba explorar Suiza, pero la enfermedad de su padre le hizo regresar a Leiden. Cristina de Suecia lo invitó a Estocolmo y en la corte conoció a Salmasius, quien lo acusó de haber apoyado a Milton.
Tras varios viajes de nuevo en estos países, fue nombrado diplomático de Coenraad van Beuningen y en 1665 historiador oficial de la ciudad de Ámsterdam.
Heinsius tuvo dos hijos ilegítimos con la hija de un ministro luterano, la sueca Margaretha Wullen, pero no los quiso reconocer a pesar de que se casó con su madre. Tales hijos fueron Daniel y Nikolaas Heinsius el Joven (1655-1718).